# 代尼瑟
50°6′0″N 31°48′15″E / 50.10000°N 31.80417°E
代尼瑟（羅馬化：Denysy）是位於烏克蘭北部基辅州鲍里斯皮尔区塔尚市鎮的村莊。該村始建於1622年，面積2.64平方公里，海拔高度123米，2001年人口589，人口密度每平方公里223.1人。